# Taleporia gramatella
Taleporia gramatella är en fjärilsart som beskrevs av Lhomme 1938. Taleporia gramatella ingår i släktet Taleporia och familjen säckspinnare. Inga underarter finns listade i Catalogue of Life.